# WITSA

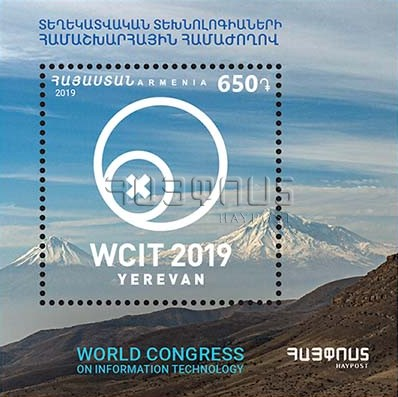
WITSA 2019

La World Information Technology and Services Alliance (WITSA) es un consorcio de asociaciones de tecnologías de la información (TI) alrededor del mundo.
El grupo afirma representar a más del 90% del mercado mundial de TI. Su misión es hacer avanzar el crecimiento y desarrollo del sector de las TI. 
WITSA fue fundada en 1978 con el nombre de World Computing Services Industry Association, y desde entonces afirma que ha participado cada vez más en la promoción de las políticas públicas a nivel internacional que afectan la "infraestructura global de la información". Hace oír su voz en organizaciones internacionales como la OMC, la OCDE y el G8.

## Digital Planet
Editado por WITSA, el informe bienal Digital Planet proporciona datos actualizados que documentan el tamaño y estructura del mercado de las TIC alrededor del mundo. El informe presenta las tendencias más importantes en gasto global en TICs, al tiempo que reseña la expansión global del uso de Internet, penetración del comercio electrónico y uso de equipamiento y servicios con TICs.  WITSA publica esta guía para ayudar a los responsables de políticas, desarrolladores tecnológicos y al público en general a comprender cómo las tendencias en las TIC configuran la sociedad actual. Una edición especial se planeó para publicarse conjuntamente con el Congreso Mundial de TI en Kuala Lumpur en mayo de 2008.